# Austrelaps
Austrelaps is een geslacht van slangen uit de familie koraalslangachtigen (Elapidae).

## Naam en indeling
De wetenschappelijke naam van de groep werd voor het eerst voorgesteld door Eric Worrell in 1963. Er zijn drie soorten, de slangen werden eerder aan andere geslachten toegekend, zoals Alecto, Hoplocephalus en Notechis. In andere talen worden ze wel 'koperkoppen' genoemd. Hoewel ze hun naam delen met de Amerikaanse koperkop (Agkistrodon contortrix), zijn ze niet verwant. Deze laatste soort behoort namelijk tot de adderfamilie (Viperidae).

## Uiterlijke kenmerken
De verschillende soorten worden middelgroot tot groot wat betreft de lichaamslengte in vergelijking met andere slangen, ze worden zelden langer dan 1,80 meter. Ze hebben vele kleurvarianten; van koperbruin tot geel-, roodachtig tot grijs of zelfs zwart, dit kan per individuele soort verschillen. Een koperkleurige kop hebben ze dan ook niet allemaal, ondanks de naam. Sommige hebben ook nog tekeningen achter op hun kop. Misschien wel door hun grote variatie, is het pas in de tweede helft van de 19de eeuw bekend geworden, dat er drie te onderscheiden soorten zijn. Hun giftanden zijn, zoals bij alle leden van de koraalslangachtigen, onbeweeglijk en zijn aan de voorkant van kaak gepositioneerd. Ze hebben een schuw karakter en zullen eerder vluchten dan aanvallen, als dat mogelijk is.

## Levenswijze
Deze slangen zijn vooral overdag actief, maar in warm weer jagen ze 's nachts. Ze zijn erg thuis in het water, ze kunnen goed zwemmen en zijn vaak te vinden bij kikkerpoelen. Ze jagen op verschillende prooidieren, waaronder hun eigen jongen. Maar hun voornaamste prooi is de kikker. Bij grote concentraties kikkers, zijn er vaak ook veel koperkoppen te vinden en weinig andere slangen.
De paring begint in de lente en loopt tot aan het eind van de zomer, dan werpt het vrouwtje rond de 14 volledig ontwikkelde jongen. Deze hebben een lichaamslengte van net geen 20 centimeter.

## Giftigheid
Het gif van koperkoppen is in vergelijking met andere Australische slangen gemiddeld giftig en te vergelijken met dat van de brilslang. Desondanks komt er een substantiële hoeveelheid gif vrij bij een beet en onbehandeld kan deze eenvoudig een gezonde volwassen mens doden. Er is geen specifiek antigif beschikbaar, maar antigif van de tijgerslangen uit het geslacht Notechis is effectief.

## Verspreiding en habitat
De slangen komen endemisch voor in delen van Australië en leven in de deelstaten New South Wales, Victoria, Zuid-Australië en Tasmanië. De habitat bestaat uit gematigde bossen, scrublands, graslanden en draslanden.

## Beschermingsstatus
Door de internationale natuurbeschermingsorganisatie IUCN is aan alle soorten een beschermingsstatus toegewezen. De slangen worden beschouwd als 'veilig' (Least Concern of LC).

## Soorten
Het geslacht omvat de volgende soorten, met de auteur en het verspreidingsgebied.
| Naam                                      | Auteur        | Verspreidingsgebied                                             |
| ----------------------------------------- | ------------- | --------------------------------------------------------------- |
| Austrelaps labialis                       | Jan, 1859     | Australië (Zuid-Australië)                                      |
| Austrelaps ramsayi                        | Krefft, 1864  | Australië (New South Wales, Victoria)                           |
| Laaglandse koperkop (Austrelaps superbus) | Günther, 1858 | Australië (New South Wales, Victoria, Zuid-Australië, Tasmanië) |